# Bernd Michael Lade
Bernd Michael Lade (* 24. Dezember 1964 in Ost-Berlin) ist ein deutscher Schauspieler, Filmregisseur und Musiker. Seinen Durchbruch hatte er 1991 als Dorfpolizist Horst Köpper in Detlev Bucks Filmkomödie Karniggels. Einem breiteren Publikum wurde er als Tatort-Kommissar Kain, den er zwischen 1992 und 2007 spielte, bekannt.

## Leben

### Ausbildung und Privates
Lade studierte nach einer Ausbildung als Baufacharbeiter in Ost-Berlin von 1982 bis 1986 Schauspiel an der Hochschule für Schauspielkunst „Ernst Busch“ Berlin. Nach der deutschen Wiedervereinigung begann er 1991 ein Regiestudium an der Hochschule für Film und Fernsehen „Konrad Wolf“ in Potsdam. Sein Regiedebüt stellte er 1995 mit dem Film Rache mit Dirk Nocker und Sven Martinek in den Hauptrollen vor.
Von 2004 bis 2021 war Bernd Michael Lade mit seiner Schauspielkollegin Maria Simon verheiratet. Das Paar hat drei gemeinsame Kinder (* 2005, 2007 und 2011). Sein Sohn Jonathan Lade (* 1999) aus einer früheren Beziehung ist ebenfalls Schauspieler.
Bernd Michael Lade lebt in Berlin-Pankow.

### Theater
Erste Bühnenerfahrung sammelte Lade am Kleist-Theater in Frankfurt (Oder). 2008 stand er nach mehrjähriger Abstinenz im Berliner Maxim-Gorki-Theater auf der Theaterbühne. Im Sommer 2013 spielte er in einer Neuinszenierung von Hebbels Nibelungen – born to die bei den Nibelungenfestspielen in Worms als Gunther unter der Regie von Dieter Wedel auf der Bühne.

### Film und Fernsehen
1984 gab Lade als Wilfried unter der Regie von Iris Gusner sein Filmdebüt in dem DEFA-Liebesfilm Kaskade rückwärts. Im gleichen Jahr war er in Frank Beyers Bockshorn, nach dem gleichnamigen Roman von Christoph Meckel, als Punker zu sehen. Es folgten weitere Rollen in Produktionen der DEFA und des DFF. Nach der Wende und friedlichen Revolution in der DDR gelang ihm der Durchbruch in Film und Fernsehen mit der Hauptrolle des vertrottelten Dorfpolizisten Horst Köpper in Detlev Bucks Filmkomödie Karniggels.
Einem breiteren Publikum wurde Lade an der Seite von Peter Sodann als Tatort-Kommissar Kain, den er zwischen 1992 und 2007 in Dresden und Leipzig spielte, bekannt. Von 2003 bis 2006 war er in der TV-Mitmachkrimi-Serie Spur & Partner als Jonny Spur zu sehen, der mit seinem Bassethund Partner gemeinsam auf Spurensuche ging, wobei den Fall die Zuschauer stets selbst lösen mussten. 2005 spielte er den Familienvater Michael Thiel in der neunteiligen RTL-Comedyserie Nicht von dieser Welt.

### Musik
In den Jahren vor 1989 war Lade Teil der Punkszene Ost-Berlins. Er war seinerzeit Schlagzeuger der Band planlos, einer der ersten Punkbands in der DDR (nicht zu verwechseln mit Planlos aus Grevenbroich).  Als Teil von planlos wirkte er an im DDR-Regime illegalen Auftritten der Toten Hosen in Ost-Berlin mit (siehe auch: Auswärtsspiel – Die Toten Hosen in Ost-Berlin). 1985 bis 1990 war er Sänger der Avantgarde-Band Cadavre Exquis. Ab Ende 2007 trat er zusammen mit seiner damaligen Ehepartnerin Maria Simon wieder als Sänger und Gitarrist der Neo-Punk-Band Ret Marut – benannt nach einem Pseudonym des Schriftstellers B. Traven – auf.

## Filmografie

### Filme
- 1984: Kaskade rückwärts (Kino)
- 1984: Bockshorn (Kino)
- 1990: Selbstversuch
- 1990: Die Sprungdeckeluhr (Kino)
- 1991: Karniggels (Kino)
- 1991: Trutz
- 1995: Looosers! (Kino)
- 1995: Rache (Kino, auch Regie und Drehbuch)
- 1995: Verrückt nach dir (Regie: Konrad Sabrautzky)
- 1996: Jackpot
- 1997: Dumm gelaufen (Kino)
- 1998: Kai Rabe gegen die Vatikankiller (Kino)
- 1999: Viehjud Levi (Kino)
- 2000: Komm, süßer Tod (Kino)
- 2001: Der DOC – Schönheit ist machbar
- 2001: Null Uhr 12 (Kino, auch Regie)
- 2003: Reise nach Jerusalem (Patuvane kam Yerusalim, Kino)
- 2008: Guter Junge
- 2010: Transit (Kino)
- 2011: Lindburgs Fall
- 2011: Festung
- 2012: Blutadler
- 2013: Unsere Mütter, unsere Väter (Dreiteiler)
- 2015: Das Geständnis (Kino, auch Regie, Drehbuch und Produktion)
- 2017: Ich gehöre ihm
- 2017: Willkommen bei den Honeckers
- 2017: Rübezahls Schatz
- 2018: Ballon (Kino)
- 2021: Meeresleuchten
- 2023: Der Zeuge (Regie und Hauptrolle des Carl Schrade)[9]

### Fernsehserien und -reihen
- 1988: Polizeiruf 110 – Amoklauf
- 1989: Polizeiruf 110 – Drei Flaschen Tokajer
- 1990: Klein, aber Charlotte
- 1992–2007: Tatort → siehe Ehrlicher und Kain
- 1992, 2011: Großstadtrevier (verschiedene Rollen, 2 Folgen)
- 1995: Gegen den Wind (Folge Sara)
- 1995: Alles außer Mord (Folge Wahnsinn mit Methode)
- 1995, 1996: Doppelter Einsatz (verschiedene Rollen, 2 Folgen)
- 1996: Die Drei (Folge Ehrensache)
- 1998: Wolffs Revier (Folge Urlaub in den Tod)
- 1998: HeliCops – Einsatz über Berlin (Folge Der Euro-Raub)
- 1999: Der Clown (Folge Handyman)
- 2000: Der letzte Zeuge (Folge Drei Jahre und eine Nacht)
- 2003: Edel & Starck (Folge Ein toller Tag)
- 2004: Alarm für Cobra 11 – Die Autobahnpolizei (Folge Wer Wind sät...)
- 2005: Nicht von dieser Welt (8 Folgen)
- 2005: Spur & Partner (7 Folgen)
- 2008: Tatort – Brandmal
- 2009: Der Alte (Folge Doppelleben)
- 2009: Polizeiruf 110 – Der Tod und das Mädchen
- 2009, 2014: SOKO Köln (verschiedene Rollen, 2 Folgen)
- 2010: In aller Freundschaft (Folge Einer trage des anderen Last)
- 2011: Küstenwache (Folge Der verlorene Sohn)
- 2011: Flemming (Folge Die Stufen der Lust)
- 2011, 2017: SOKO Leipzig (verschiedene Rollen, 2 Folgen)
- 2013: Der letzte Bulle (5 Folgen)
- 2014: Donna Leon – Reiches Erbe
- 2014: Josephine Klick – Allein unter Cops (4 Folgen)
- 2015: Wilsberg – Kein Weg zurück
- 2015: Letzte Spur Berlin (Folge Ausgeträumt)
- 2016: Heiter bis tödlich – Akte Ex (Folge Der Tote aus dem Moor)
- 2016: Ein starkes Team – Nathalie
- 2016: Herzensbrecher – Vater von vier Söhnen (Folge Mit Leib und Seele)
- 2017: Heldt (Folge In geheimer Mission)
- 2018: Herr und Frau Bulle – Tod im Kiez
- 2018: Dogs of Berlin (3 Folgen)
- 2018: SOKO Hamburg (Folge Tödliche Ernte)
- 2020: Das Quartett – Das Mörderhaus
- 2021: Der Ranger – Paradies Heimat: Junge Liebe
- 2022: Erzgebirgskrimi – Verhängnisvolle Recherche

## Hörbücher
- 2008: Kind 44 von Tom Rob Smith, Lübbe Audio, Bergisch Gladbach, ISBN 978-3-7857-3661-6, bearbeitete Fassung, 6 CDs, 422 Min.
- 2010: Kolyma von Tom Rob Smith, Lübbe Audio, Bergisch Gladbach, ISBN 978-3-7857-3895-5, bearbeitete Fassung, 6 CDs, 408 Min.